# Laslea
Laslea es una comuna ubicada en el distrito de Sibiu, Rumania.

## Superficie
Posee una superficie de 115,2 kilómetros cuadrados.

## Demografía
Hasta 2021 la población era de 3100 habitantes, con una densidad de población de 26,91 habitantes por kilómetro cuadrado.